# Schroefcompressor

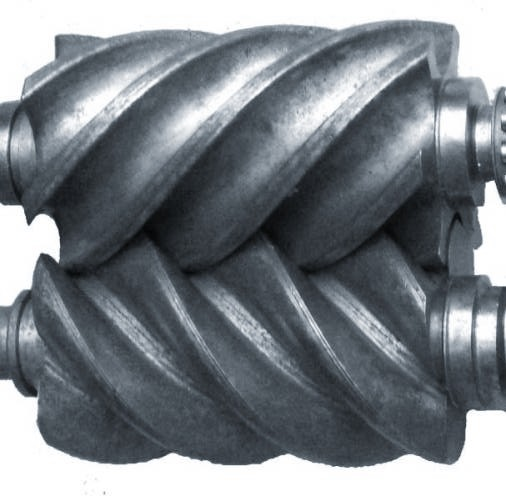
De 2 rotoren van een schroefcompressor.

Een schroefcompressor of twin-screw compressor wordt gebruikt voor het comprimeren van gassen. Een schroefcompressor bestaat uit een behuizing met daarin twee rotoren voorzien van een schroefprofiel (m/v). Als de rotoren gaan draaien, wordt het gas tussen deze rotoren samengeperst. Het geheel van behuizing en rotoren wordt element genoemd. Afhankelijk van de gewenste einddruk kunnen meerdere elementen in serie worden toegepast. Tussen deze elementen wordt dan een tussenkoeler voorzien om de inlaattemperatuur van het gas naar het tweede element te verlagen. 
De aandrijving van een schroefcompressor kan bestaan uit een elektromotor, stoomturbine of dieselmotor.
Een schroefcompressor kan zowel droog (olievrij) als olie- of watergeïnjecteerd zijn. De olie of het water dient een drieledig doel: smering, afdichting en koeling. 
De meest gebruikte toepassing van een schroefcompressor is als luchtcompressor voor het maken van perslucht. De schroefcompressor bestaat dan, naast het element, uit een inlaatfilter, nakoeler, oliekoeler, eventueel tussenkoeler en regelsysteem. De koelers kunnen  lucht- of watergekoeld zijn.
Schroefcompressoren worden ook veel gebruikt in de koeltechniek voor het comprimeren van koudemiddelen in gasfase naar hogere druk en temperatuur (condensatie-druk en temperatuur).

## Motorfietstechniek
Binnen de motorfietstechniek wordt de schroefcompressor ook wel screwblower genoemd en wordt tegenwoordig bij motorsprint en dragrace-motorfietsen wel toegepast ter vervanging van de rootscompressor. 
De screwblower heeft door de constructie met een spiraalvormige luchtpomp geen last van pulserende luchtstromen.